# Макарій (Величко)
Макарій Величко (29 березня 1866 — між 1937 та 1940) — український церковний діяч часів Російської імперії та СРСР.

## Життєпис
Походив з селянської родини. Народився 1866 року в с. Колесники Волинської губернії. Отримав ім'я Марк. Дійсну військову службу проходив у Варшаві — в Литовському полку Лейб-гвардії. Закінчив військову службу 1891 року у званні запасного фельдфебеля.
Обрав для себе чернецтво. 1891 року став послушником в Києво-Печерській лаврі. Був прийнятий на випробування в келарське відомство Лаври. 1897 року призначено в першу книжкову крамницю, потім послушником книго-посилкової лавки, яка приймала замовлення на розсилку видань лаврської друкарні в населені пункти Російської імперії, а також за кордон. 1899 року прийняв постриг, змінивши ім'я на Макарій. Того ж року призначено книгаре Другої книжкової крамниці.
У 1905 році революційно налаштовані студенти розкидали в книжковій крамниці прокламації, Макарій злякавшись, приховав це від монастирського керівництва. Тому 12 грудня того ж року переведений в будинок для прочан Китаївської Свято-Троїцької пустині без права носіння чернечого одягу протягом року. До 1917 року перебував на різних послухах в Китаївській пустині.
В грудні 1917 року призначено сторожем Ближніх печер та в.о. келаря. Доєднався до зібрань ченців, які проходили під орудою економа Климента Жеретієнка. 1918 року отримав сан ієродиякона, а 1919 року — ієромонаха, келаря й очільника монастирської хлібні.
1920 року нагороджено набедренником і наперсним хрестом. 1922 року стає архімандритом і членом Духовного собору Лаври. 16 серпня 1924 року у зв'язку з обранням новим настоятелем Климента Жеретієнка, Синод призначив Макарія новим намісником Києво-Печерської лаври. Втім у жовтні того ж року арештовано за спротив обновленству. 1925 року відправлено до Харкова, де знову арештовано. 1926 року відправлено на поселення терміном 3 роки до Зирянською краю. Постановою Колегії при ОДПУ СРСР від 20 лютого 1928 року слідчу справу було припинено.
1928 року стає прихильником Іосифа Петрових, правив церковні служби таємно. 1931 року арештовано за належність до Істинно-Православної церкви. Спочатку присуджено 5 років заслання до Казахстану, але 1932 року замінено на 5 років концтаборів. Рік провів у Сиблазі. Потім відправлено на заслання до Уральської області на 3 роки.
Після звільнення у 1936 року перебрався до міста Остер (Чернігівська область). Продовжив підтримувати стосунки з представниками Істинно-Православної церкви. Тому 1937 року знову арештовано. Загинув в ув'язненні до 1940 року.